# Governo de Villèle
Il Governo de Villèle fu in carica nel Regno di Francia dal 14 dicembre 1821 al 4 gennaio 1828, per un totale di 2212 giorni, ovvero 6 anni e 21 giorni. L'incarico di primo ministro fu affidato a Jean-Baptiste Guillaume Joseph, conte di Villèle.

## Storia

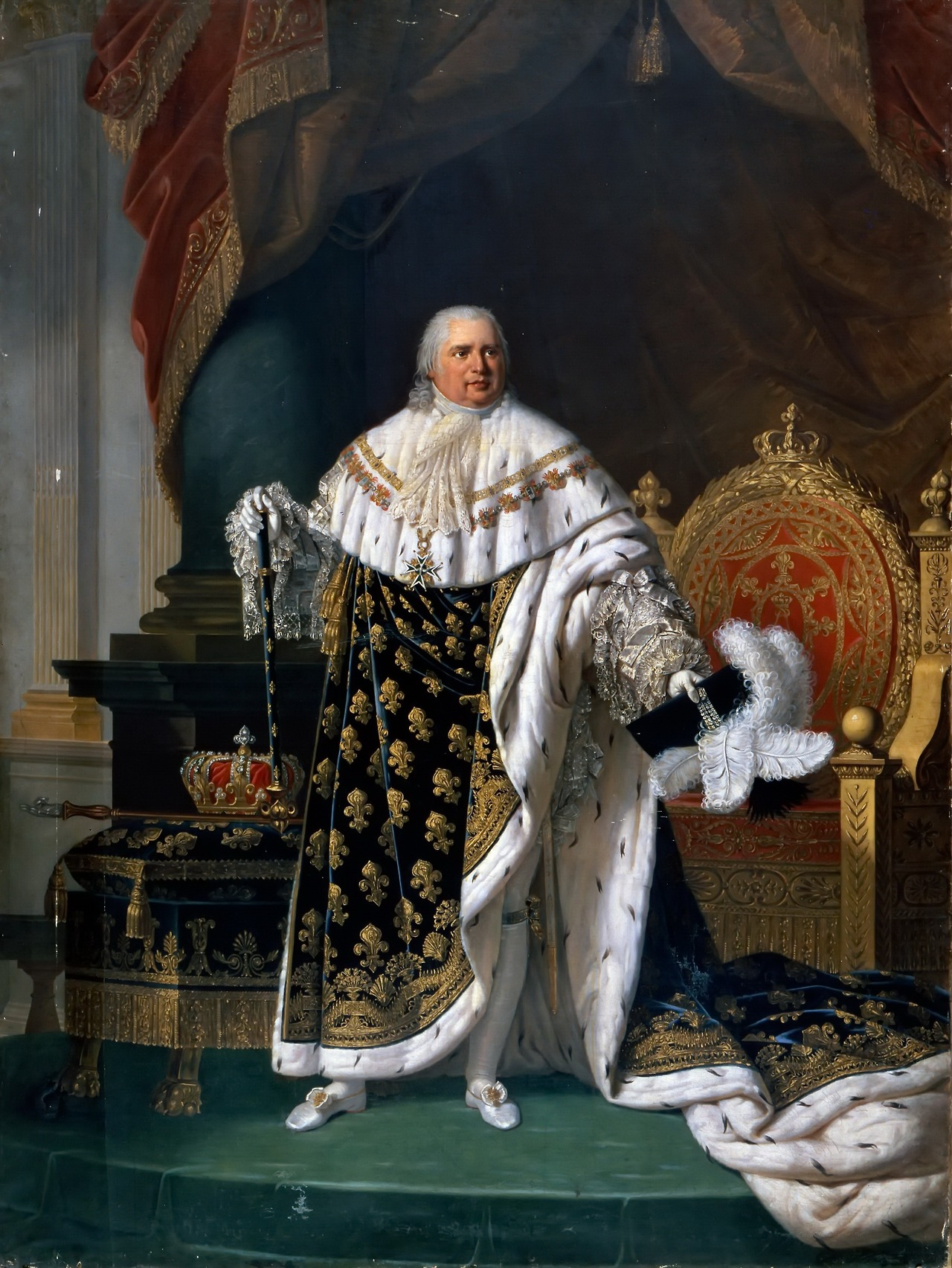
Ritratto di Luigi XVIII in vesti dell'incoronazione, di Robert Lefèvre.

Il precedente governo del duca di Richelieu cadde a seguito del rafforzamento del 'partito' ultra-realista, alle elezioni del novembre 1820, favorita dalla legge, un provvedimento tanto osceno e singolare da passare alla storia del diritto costituzionale.
Richelieu aveva concluso la sua missione: la casa dei Borbone appariva assai rafforzata, la morte di Napoleone toglieva molti alibi alla ingerenza delle potenze straniere. Le conseguenze nefaste della sua politica anti-costituzionale di là da venire. Ma si era trattato di una politica decisamente ultra. E, se essa aveva portato tanti vantaggi, non v'era più motivo perché Luigi XVIII non incaricasse direttamente il capo della maggioranza ultra alla Camera, conte di Villèle (peraltro con molti amici a corte, da Rochefoucauld a Madame du Cayla, l'amante del re).
Il nuovo governo era frutto di una decisa ‘svolta a destra’, ed incoronò il potere degli ultra-realisti: vennero sostituiti quasi tutti i ministri del governo Richelieu II e Decazes, gli interni andarono al Corbière, gli esteri (dal 1822) al Chateaubriand (un fior di realista).
In politica estera, de Villèle poté capitalizzare sui successi del Richelieu, coronando il reingresso della Francia nel consesso delle grandi potenze, al Congresso di Verona del 9-14 ottobre 1822, quando, nonostante il dissenso inglese, Vienna, San Pietroburgo e Berlino autorizzarono i ministri di Luigi XVIII ad una grandiosa spedizione militare in Spagna, per restaurare il governo assoluto di Ferdinando VII di Borbone.
Pare che il primo ministro fosse stato, inizialmente, contrario alla spedizione, probabilmente per timore di contraccolpi interni (una preoccupazione, peraltro, condivisa, su fronti opposti, dallo zar Nicola I di Russia e dal barone di Méchin). Di fronte al successo cambiò, però idea, tanto da ritentare l'avventura anni più tardi, quando la sua popolarità stava declinando. La nuova occasione venne offerta dalla guerra d'indipendenza greca, contro l'Impero ottomano: de Villèle cominciò sottoscrivendo, con Gran Bretagna e Impero russo, il 6 luglio 1827 una Convenzione che imponeva alla cosiddetta Sublime Porta il rispetto della autonomia della Grecia, pur nel quadro della sovranità turca.
Questi, forte dei successi ottenuti dal fedele Ibrahim Pacha che aveva riconquistato e messo a ferro e fuoco l'intera Morea, rifiutò. Le tre potenze decisero, allora, di inviare una forte squadra navale la quale, il 20 ottobre 1827, condusse una dimostrazione di fronte alla flotta musulmana nella baia di Navarino. La inattesa reazione turca diede loro l'occasione per iniziare una grande battaglia, e distruggere l'intera armata nemica. 
Si trattava, d'altra parte, di un intervento bipartisan, in quanto sostenuto tanto da Carlo X (il quale considerava suo dovere di sovrano cristiano soccorrere i Greci ridotti, letteralmente, in schiavitù) che dai liberali più radicali (che vedevano nella guerra d'indipendenza greca l'affermazione del principio di nazionalità, di ascendenza rivoluzionaria e napoleonica). Tant'è che, l'ultimo atto politico rilevante del successivo governo Martignac, liberale, fu l'invio di un nutrito corpo di spedizione francese, che diede un decisivo contributo alla liberazione della Grecia.
In politica interna si ricorda, in particolare, le Ordinanze del 27 febbraio 1821, emesse dal Corbière, che parificano le scuole ecclesiastiche ed introducono un potere di sorveglianza dei vescovi per quel che concerne la religione. Eppoi due provvedimenti che fecero scandalo fra i liberali: la legge sul sacrilegio e la Legge del miliardo agli emigrati. Il primo, un provvedimento ideologico, di bandiera, reso, per di più, sostanzialmente inapplicabile nel corso del dibattito parlamentare; il secondo un provvedimento che riconosceva il debito dello Stato, verso gli espropriati dalla Grande rivoluzione e lo consolidava, tramite l'emissione di titoli di stato per ben 630 milioni di franchi, al 3%. Essi vennero resi possibili dall'ascesa al trono Carlo X, fratello minore di Luigi XVIII, quindi anche del decapitato Luigi XVI e padre dell'assassinato duca di Berry. Egli aveva un approccio assai reazionario, pur restando sempre fedele alla lettera della Carta del 1814.
Nel 1827 propose nuove restrizioni alla libertà di stampa, respinto nell'aprile 1827 dalla Camera dei Pari. Ciò che lo spinse a chiedere a Carlo X nuove elezioni: celebrate nel novembre 1827, esse produssero una maggioranza liberale. La Carta del 1814 non costringeva affatto il re a mutare governo al mutare delle maggioranze parlamentari, ma Luigi XVIII aveva sempre seguito tale prassi come buona regola di comportamento e, per l'ultima volta, Carlo X decise di seguirne il saggio esempio. 

Carlo X cercò, quindi, un ministero più liberale: al Villèle successe, quindi, il 4 gennaio 1828, il governo del visconte di Martignac.
La vigente Carta del 1814 non prevedeva fiducia parlamentare, né la figura del primo ministro: i singoli ministri erano emanazione del potere esecutivo, strettamente identificato con la persona del sovrano e, quindi, le date di entrata in carica e dimissioni dei singoli ministri, differiscono, talvolta, leggermente le une con le altre.

## Consiglio dei Ministri
Il governo, composto da 8 ministri (oltre al presidente del consiglio), vedeva partecipi:
| Carica                                          | Titolare | Titolare                          | Partito |
| ----------------------------------------------- | -------- | --------------------------------- | ------- |
| Presidente del Consiglio dei Ministri           |          | Jean-Baptiste de Villèle          | Ultras  |
|                                                 |          |                                   |         |
| Ministro degli Affari Esteri                    |          | Mathieu de Montmorency-Laval      | Ultras  |
| Ministro dell'Interno                           |          | Jacques de Corbière               | Ultras  |
| Ministro della Giustizia                        |          | Pierre-Denis de Peyronnet         | Ultras  |
| Ministro della Guerra                           |          | Claude-Victor Perrin              | Nessuno |
| Ministro delle Finanze                          |          | Jean-Baptiste de Villèle          | Ultras  |
| Ministro della Marina e Colonie                 |          | Aimé Gaspard de Clermont-Tonnerre | Ultras  |
| Ministro dell'Istruzione e Affari Ecclesiastici |          | Denis Frayssinous                 | Ultras  |
| Ministro della Real Casa                        |          | Jacques Law de Lauriston          | Nessuno |

Tra il 4 e l'8 agosto 1824, prevedendo la prossimità della morte di Luigi XVIII e l'adesione del reazionario Carlo X, Villèle predispose un grande rimpasto di governo. Di conseguenza, i nuovi componenti furono:
| Carica                                          | Titolare | Titolare                               | Partito  |
| ----------------------------------------------- | -------- | -------------------------------------- | -------- |
| Presidente del Consiglio dei Ministri           |          | Jean-Baptiste de Villèle               | Ultras   |
|                                                 |          |                                        |          |
| Ministro degli Affari Esteri                    |          | Hyacinthe Maxence de Damas             | Nessuno  |
| Ministro dell'Interno                           |          | Jacques de Corbière                    | Ultras   |
| Ministro della Giustizia                        |          | Pierre-Denis de Peyronnet              | Ultras   |
| Ministro della Guerra                           |          | Aimé Gaspard de Clermont-Tonnerre      | Ultras   |
| Ministro delle Finanze                          |          | Jean-Baptiste de Villèle               | Ultras   |
| Ministro della Marina e Colonie                 |          | Christophe de Chabrol de Crouzol       | Ultras   |
| Ministro dell'Istruzione e Affari Ecclesiastici |          | Denis Frayssinous                      | Ultras   |
| Ministro della Real Casa                        |          | Ambroise-Polycarpe de La Rochefoucauld | Militare |